# Шуйское сельское поселение (Новгородская область)
Шуйское сельское поселение — упразднённое с 12 апреля 2010 года муниципальное образование в Валдайском муниципальном районе Новгородской области России.
Административный центром была деревня Шуя.
Территория упразднённого сельского поселения расположена в юго-восточной части Новгородской области у административной границы с Тверской областью на Валдайской возвышенности, к востоку от города Валдай, на территории Валдайского национального парка. Эта территория выходит к восточным берегам озера Ужин и Валдайского озера и к западным берегам озера Плотично, на территории находится ещё ряд меньших озёр — Закидовское, Нелюшкино, Защегорье и др., протекает река Валдайка и др. реки, зона туризма и отдыха — имеются специализированные базы отдыха.
Шуйское сельское поселение было образовано в соответствии с законом Новгородской области от 11 ноября 2005 года № 559-ОЗ. Упразднено c 12 апреля 2010 года из Рощинского и Шуйскогосельских поселений вновь образовано одно — Рощинское.

## Населённые пункты
На территории сельского поселения были расположены 13 населённых пунктов — деревень: Байнёво, Борисово, Горка, Едно, Закидово, Ключи, Нелюшка, Новая, Новотроицы, Плотично, Терехово, Ужин и Шуя.

## Транспорт
По этой территории проходит автодорога от федеральной автомобильной дороги «Россия» М10 (E 105) в Лыкошино.